# Operation Maestral
Die Operation Maestral war eine gemeinsame militärische Großoffensive der Kroatischen und Bosnischen Armee im Bosnienkrieg. Die Operation schloss sich an die Operation Oluja an und dauerte vom 8. bis 17. September 1995.

## Vorgeschichte
Nach der Eroberung der Republik Serbische Krajina auf dem Gebiet Kroatiens und der faktischen Beendigung des Kroatienkrieges hatten die Präsidenten Franjo Tuđman und Alija Izetbegović eine Koalition und das militärische Vorgehen vereinbart. Ziel war es, den Bosnienkrieg durch Befreiung Bosnien und Herzegowinas zu beenden.

## Verlauf
Innerhalb weniger Tage wurden die Truppen der Republika Srpska unter dem Oberbefehl von Radovan Karadžić und Ratko Mladić, die zu diesem Zeitpunkt 70 % Bosnien-Herzegowinas besetzt hielten, von bosnischen und kroatischen Einheiten auf eine Fläche von 47 % zurückgedrängt.
NATO-Luftstreitkräfte flogen im Vorfeld im Rahmen der Operation Deliberate Force Einsätze gegen einige serbische Stellungen.
Die erste Phase der Operation (Mistral 1) begann am 8. September. Im Laufe der nächsten Tage wurden die Verteidigungslinien der Serben durchbrochen. Zu diesem Zeitpunkt verfügten die Truppen der Republika Srpska noch über sieben leichte Infanterie Brigaden, eine motorisierte Brigade und zwei Panzer-Bataillone.
Die Stadt Šipovo wurde schnell erobert und die 7. Gardebrigade der kroatischen Armee erobert den strategisch wichtigen Bergpass bei Mliništa. Mit der Eroberung von Jajce endete nach 5 Tagen die erste Phase der Operation.
Am 14. September begann die zweite Phase der Operation (Mistral 2) mit der Eroberung von Drvar. In den Folgetagen gingen die kroatischen Streitkräfte weiter gegen Südosten vor. Bei Ende der Operation am 30. September standen die Kroaten vor Mrkonjić Grad, 40 km Luftlinie vor Banja Luka, der bosnisch-serbischen Hauptstadt.
Gleichzeitig mit dem Angriff der Kroaten ging das Bosnische 5. Korps von Bihać in Richtung Banja Luka vor. Zunächst wurden die Städte Bosanska Krupa, Bosanski Petrovac, Sanski Most und Ključ erobert, bis der Angriff bei Prijedor gestoppt wurde. Zwar waren die bosnischen Aktivitäten nicht Teil der Operation Maestral, dennoch gingen die kroatischen und bosnischen Einheiten koordiniert vor.
Diese Militäroperation wurde schließlich auf Drängen der NATO gestoppt. Während die Kroatischen Streitkräfte nur noch kleinere Operationen im Oktober durchführten, gingen die Streitkräfte der Bosnier in der Operation Sana weiter gegen die Serben vor.

## Folgen
Aufgrund der Befreiung von etwas mehr als der Hälfte von Bosnien und Herzegowina willigte die serbische Vertretung in den Vertrag von Dayton ein und der Bosnienkrieg wurde beendet.